# سوتاتنزا
سوتاتنزا (انگلیسی: Sutatenza) نام یک منطقه مسکونی در کلمبیا است.